# ワンダフル (テレビ番組)
『ワンダフル』(Wonderful) は、TBS系列で1997年9月29日から2002年9月26日まで放送されていた生放送の深夜バラエティ番組。
一部の放送局の番組表では「週刊ワンダフル」とも表記されていた。

## 概要
同局では、1996年にTBSビデオ問題が発覚。この当事者となった「社会情報局」がこの問題を受けて廃止・解体され、当時放送されていた番組のうちワイドショーやそれに近い番組はその大半が改編期を待たずに打ち切りとなり、それ以外のニュース・情報系番組は「報道局」へ、それ以外の番組は「制作局」へと制作担当が振り分けられた（当番組も制作局の担当である）。
そんな中、当番組開始まで同時間帯で放送されていた『筑紫哲也 NEWS23』の第2部も社会情報局担当であったため打ち切られ、1部終わりの時間帯であった23:55終了に変更されたことで、この時間帯に放送されていた報道・情報番組の流れから一新させ、深夜の核となる若者向けの情報バラエティ番組を投入することになった。
深夜の帯番組ならではの演出として、遅くとも番組終了時点で日付が変わっていたため、原則的に週の最後の放送日を除き、番組終了時のテロップ表現を「また今夜」とした。ほか、エンドロール放送後の短い挨拶では、ワンギャルやMC陣が「また今夜!」と言って番組を終了させていた。さらに、番組最後の次回予告では「今夜のワンダフルは…」とその日の企画を担当したワンギャルたちが予告を行っていた。
制作スタッフは当初、「王様のブランチ」から異動した者が多く、「深夜のブランチ」を意図してスタートしたが、それらのスタッフは徐々に「王様のブランチ」に戻ったり、別番組に異動するなどしていった。しかしながら「王様のブランチ」同様の「番組のリポーター兼マスコットガール陣」という女性陣への位置づけは最後まで変わらなかった。
2002年4月には、長年MCを務めていた東幹久が番組を降板、新たに安東弘樹と白石美帆がMCに加わり、辺見えみりを含めたMC3人体制で、番組のロゴやスタジオのセットも一新してのリニューアルを図ったが、半年後の同年9月に番組終了。
なお、新MCであった白石は後継番組『Pooh!』の情報パート（第2部）のMCを引き続き担当した。

## 出演者

### 司会・レギュラー・アナウンサー
| 期  | 期間                            | 男性司会 | 女性司会            | レギュラー    | アナウンサー | ワンダフルガールズ |
| --- | ------------------------------- | -------- | ------------------- | ------------- | ------------ | ------------------ |
| 1期 | 1997年09月29日 - 1998年10月01日 | 東幹久   | 原千晶              | オセロ        | 志賀大士     | 1期生              |
| 2期 | 1998年10月05日 - 1999年03月25日 | 東幹久   | 原千晶              | オセロ        | 志賀大士     | 2期生              |
| 2期 | 1999年03月29日 - 1999年09月30日 | 東幹久   | 立河宜子            | オセロ 原千晶 | 志賀大士     | 2期生              |
| 3期 | 1999年10月04日 - 2000年03月30日 | 東幹久   | 立河宜子            | オセロ        | 駒田健吾     | 3期生              |
| 3期 | 2000年04月03日 - 2000年09月28日 | 東幹久   | 立河宜子            | オセロ        | （不在）     | 3期生              |
| 4期 | 2000年10月02日 - 2001年06月28日 | 東幹久   | 立河宜子            | Over Drive    | （不在）     | 4期生              |
| 4期 | 2001年07月02日 - 2001年09月27日 | 東幹久   | 辺見えみり          | Over Drive    | （不在）     | 4期生              |
| 5期 | 2001年10月01日 - 2002年03月28日 | 東幹久   | 辺見えみり          | Over Drive    | （不在）     | 5期生              |
| 5期 | 2002年04月01日 - 2002年09月26日 | 安東弘樹 | 辺見えみり 白石美帆 | （不在）      | （不在）     | 5期生              |

### ワンダフルガールズ
若手の女性タレントたちによるワンダフルガールズ（通称：ワンギャル）と呼ばれるグループ（所属事務所などはそれぞれ異なる）が、番組企画でのリポートなどを行っていた。第1期から4期までは、諸事情（出演者個人の場合もあればタレント事務所や局の都合もある）から番組内での予告や挨拶も一切無く途中の回で脱退（降板）するメンバーもいたが、第5期は「番組スキャンダルからのイメージチェンジ」という目的もあり、4期までとは違い、ある程度身元がキチンとしている者を選出したことから、脱退するメンバーもなく全員が最後の回まで出演している。
現在は実業家として活躍の小野砂織、北沢まりあや、女優・タレントとして活躍の釈由美子、国分佐智子、君嶋ゆかり、田嶋洋子（現・水嶋洋子）、相沢真紀、北川えり、竹下玲奈、福岡サヤカ、河村和奈などはワンギャルの出身である。

## スタッフ
- チーフプロデューサー - 塩川和則、石川眞実 → 岩村隆史 → 落合芳行
- プロデューサー - 落合芳行 → 小笠原知宏、吉田啓良
- チーフディレクター - 落合芳行
- ディレクター - 高橋一晃、玄馬康志、川口央、利根川展、荒木靖 ほか
- アシスタントプロデューサー - サード吉田、鹿渡弘之、平佐智子、市瀬恭子
- 構成 - 池田裕幾、舘川範雄、小川浩之、野村安史、柴田たかし、あべ、ひぐちひろき、木野聡、笹川勇、山名宏和 ほか
- ナレーション - 市川展丈、鈴木則彰、西脇保、笠原留美、永島由子、藤巻恵理子
- 制作協力 - BMC、ネクストワン、NEXUS、東京ビデオセンター、TBS-V、東放制作、Oi CORPORATION、TRIM、ファーストハンド、ゴッズダイナミックワールド

## 出来事

### 原千晶、MCから雛壇レギュラーへ降格
1999年4月以降から、新たに2代目の女性MCとして立河宜子が抜擢されると同時に、それまで番組開始当初から女性MCとして務めていた原千晶は、MCから共演者のオセロと同様の雛壇レギュラーに降格されている。MCから雛壇レギュラーに降格した原は番組を即座に降板する事も含め考えたが、結局半年間乗り切って同年9月に降板した。さらに原は開始当初からのメンバーであったのに、最終出演日には「卒業セレモニー」の類いは一切なかった。番組最終回では東幹久と同様にVTR出演によるメッセージを送っている。
立河は1993年度のクラリオンガールを務め、原は1995年度のクラリオンガールを務めていた、クラリオンガールの先輩と後輩の関係でもある。

### 乱交スキャンダル
1999年8月には、同番組の出演者などが東京都渋谷区内のマンションで乱交を行っていたと一部週刊誌・タブロイド紙などで暴露された。
この件が報道された直後に一部出演者が降板しているが、原因にこの一件があるとみられる。

### 平井堅を紹介
2000年2月22日に放送した今年一押しアーチストとして平井堅を取り上げたところ、『楽園』の売り上げが急上昇。人気のきっかけとなった（なお、もう一組はMONGOL800）。2000年8月のMTV MUSIC SUMMITに平井堅が出演した際にも密着取材をした。また、2000年最後の放送では、番組のために平井堅が『楽園』を歌った。

## 23時55分から翌0時40分までの各曜日コーナーの紹介

### 月曜日
「topic No.1」前週に起こった出来事をベスト5で発表。
「カップルズQ&A」（2、3期）カップルにワンギャルがインタビューしてカップルから疑問を聞き解決する。大抵は恋や性的なものが多い。
「クラブワンダフル」（3期）オーナーに立河宣子、ママに石川亜澄が扮して、ワンギャルがキャバクラ嬢となり、客の男性ゲストとトークをする。
「ワンギャル代行屋産業」知られていない職業の実態をワンギャルが取材。
「コネタの真相」（4、5期）
「格闘新世紀」（4、5期）格闘業界や選手の紹介。
その他色々なコーナーあり。

### 火曜日
「新曲RUSH*3」（1期-5期）その週に発売される曲をシングル、アルバム別に紹介。
「どこよりも早いCDランキング」（1期-5期）プラネット→ オリコン（雑誌）調査のCDランキングトップ10を紹介。タイトルの「どこよりも早い」は、0時00分丁度にランキング発表が解禁される事に由来している。これに関連して、デビュー当初は深夜の生番組出演が労働基準法に抵触する為禁止されていた鈴木亜美を、2000年2月9日0時00分に満18歳になった瞬間、番組に生出演させる試みも行われた。
「覗き見ワンダくん」（1期）→「帰ってきた覗き見ワンダくん」（2期）ワンギャルのプライベートを隠しカメラで密着。このコーナーで田中沙斗子が不適切な発言を連発したことが原因となり、一旦コーナーを打ち切り。後述の「急いで - 」に変更されたが、2期で「帰ってきた - 」に改題して復活させた。
「急いでワンダくん」（1期）「覗き見 - 」に代わって開始した企画。ワンギャルが時間制限のあるチャレンジに挑み、失敗すると罰ゲームが執行された。
「ワンギャル王決定戦」（2期-5期）全ワンギャルが様々なゲームで勝負して、最も多く勝利した者がワンギャル王となる。

### 水曜日
「どこよりも早い流行ものランキング 10ダフル」流行の物やスポットなどをワンギャルをリポーターとして取り上げる水曜日のメインコーナー。情報バラエティーの「情報」がもっとも現れているコーナー。
「恋愛科学研究所」（2期-5期）「恋愛は脳内物質の分泌によって決まる」をメインテーマに、出会いから別れ、結婚にいたるまでの恋愛のさまざまな局面を取り上げた。医師の藤田徳人が講師役。1999年には「ワンダフル恋愛科学研究所」として本が出版された。各期で取り上げる内容は大体同じだった。恋愛科学研究所コーナーのトークでワンギャル達の意外な性格が垣間見られた。
「軽・犯罪都市24時」（1期-4期）
「ブティックホテル探索」ブティックホテルをワンギャルが取材。

### 木曜日
「TRAP」（1期-5期）東京部屋査定計画。Tokyo Rooms Assesment Projectの頭文字でTRAP。「お部屋の適正な家賃を査定し、今後の部屋探しに役立ててもらおうという壮大なプロジェクト」として、依頼人（無名タレントや一般公募の女性）の一人暮らしの部屋を訪問。2名のワンギャルと査定人の諏訪毅が探訪しながら、最後に諏訪がその部屋の適正家賃を査定、発表した。なお、『ワンダフル』終了から1年半後に始まったTBSの昼番組『はぴひる!』内でも、『ワンダフル』の演出をしていた利根川展が『はぴひる!』のプロデューサーを務めていた縁から、諏訪を査定人としたほぼ同内容のコーナーを放送していた。
「カーステ刑事」（4、5期）ドライブのシチュエーションごとにピッタリの曲を調査する。コーナーの冒頭はOver Drive扮する警官が東に「ボス、大変なことが分かりました。俳優の東幹久が…」と東のプライベートを暴露し、東が「おい、スタッフ!誰だ教えた奴は!」と怒鳴るのがお約束。アシスタントのワンギャルは松梨知果から北川えりに変更。このコーナー内の一部企画にはやらせの疑惑（他愛ないもの）もあった。
「ワンダフル映画調査団」（1期-5期）新作映画の紹介や、映画の内容に因んだクイズ等を展開。映画の原題から邦題をあてるクイズがきっかけで、1999年には番組で邦題を募集した。邦題名は「恋はワンダフル!?」と決まった。（原題"The Match Maker"、マーク・ジョフィ監督作品。出演：ジャニーン・ガラファロ、デヴィッド・オハラ 他。未DVD化作品）
「東幹久　こだわりの一品」（2期-4期）表向きは、東幹久がこだわっている物・事を思い入れたっぷりに紹介するという内容であったが、実際はほとんどのものが初見だったりあまり興味が無い物・事をさも前から好きだったように熱く語る東の即興力が見せ場となるコーナーであった。

## 翌0時40分以降のコーナー
ワンダフルアニメとワンダフルドラマはいわゆる「コーナードラマ」である。

### ワンダフルアニメ
初期には2か月単位で放送されたが、途中で1か月単位に変更。若年層に人気が高いながらも、ひとつの独立番組としては放送しづらい漫画をアニメ化した。日付が変わってからのコーナーであるため、以下に示されている放送日は1日分足した物が正確なものとなる。
一般的なアニメとは異なり、1本10分で作られていた。本番組を一貫してネットしていなかった毎日放送でも一部の作品は30分に再編集した上で『アニメシャワー』枠内にて放送されていた。
TBSの夜の生ワイド番組でアニメが放送されるのは、「笑ゥせぇるすまん」などを放送していた『ギミア・ぶれいく』以来5年ぶりである。当番組終了後TBSの夜の生放送でのアニメコーナーは『バラエティーニュースキミハ・ブレイク』内の「夢をかなえるゾウ」まで9年間なかった。
- 行け!稲中卓球部（1997年9月29日 - 12月25日・全26話）※再放送
- セクシーコマンドー外伝 すごいよ!!マサルさん（1998年1月5日 - 4月2日・全48話）
- AIKa（1998年4月6日 - 4月23日・全11話）
- ふたり暮らし（1998年4月27日 - 6月29日・全36話）
- 浦安鉄筋家族（1998年6月30日 - 8月24日・全32話）
- ももいろシスターズ（1998年8月25日 - 10月5日・全23話）
- LET'S ぬぷぬぷっ（1998年10月6日 - 11月2日・全16話）
- Only・You ビバ!キャバクラ（1998年11月3日 - 11月27日・全16話）
- 夢で逢えたら（1998年11月30日 - 12月24日・全16話）
- 日本一の男の魂（1999年1月5日 - 1月29日・全16話）
- イケてる2人（1999年2月2日 - 2月26日・全16話）
- Petshop of Horrors（1999年3月1日 - 3月25日・全4話）
- 逮捕しちゃうぞSpecial（1999年3月29日 - 4月29日・全21話）
- 日本一の男の魂2（1999年5月4日 - 5月28日・全16話）
- SURF SIDE HIGH-SCHOOL（1999年5月31日 - 7月1日・全20話）
- パパと踊ろう（1999年7月5日 - 9月2日・全16話）
- COLORFUL（1999年9月6日 - 9月30日・全16話）
- イッパツ危機娘（1999年10月5日 - 10月28日・全16話）
- いつも心に太陽を!（1999年11月1日 - 11月25日・全16話）
- Di Gi Charat（1999年11月29日 - 12月23日・全16話）

### ワンダフルドラマ
- 2000年01月 「OL生中継!!」梶原、小宮、林、森出演
- 2000年02月 「PUSH!」遠藤、小宮、宮崎、宗政出演
- 2000年03月 「お気楽!4バカ姉妹」石川、梶原、林、森出演
- 2000年04月 「こちらヌキタイ編集部」山本、梶原、遠藤出演
- 2000年05月 「セクハラおしおき隊ピーチエンジェル」
- 2000年06月 「ワンダフル恐怖ストーリー040」
- 2000年07月 「IZI〜女が闘うとき〜」石川、宮崎、森、林出演
- 2000年08月 「狂った夏」
- 2000年09月 「のほほん女子大生旅日記」森、石橋出演

歴代主題歌
- ハトポッポ/Hysteric Blue
- splash!/ZIGZO
- めまい/advantage Lucy
- ヴァージンキラー/SILVA
- ama-oto/Skoop On Somebody
- マスカレード/傳田真央
- Ohh! Paradise Taste!!/愛内里菜
- 秋桜〜moe & more/DEEN
- サウダージ/ポルノグラフィティ

### 月極ワンダフル
- 2000年10月 「Newワンギャルカタログ」
- 2000年11月 「裏ワンダフル」宮本、高井出演。
- 2000年12月 「私立ワンダフル学園」
- 2001年01月 「NaNa&麻裕 21世紀大予言」
- 2001年02月 「（正式タイトル不明）」
- 2001年03月 「ワンギャル更衣室」
- 2001年04月 「ワンギャルトークバトル〜NA-SHIHA〜」石川、北川など出演。
- 2001年05月 「（正式タイトル不明）」
- 2001年06月 「今どきランキングFile Net探偵Boba」
- 2001年07月 「プロが選んだランキングベスト5」
- 2001年08月 「（正式タイトル不明）」
- 2001年09月 「陰陽師占い」
- 2001年10月 「今どきランキングFile Net探偵Boba」
- 2001年11月 「プロが選んだランキングベスト5」
- 2001年12月 「IQ BATTLE」
- 2002年01月 「こだわりのウラ技レシピ 食べてMeal?」
- 2002年02月 「アタシゴト」
- 2002年03月 「（正式タイトル不明）」

歴代テーマ曲
- incomplete/MISSILE
- SPLIT UP/HΛL
- ラブアンドピース/キタキマユ
- 市場に行こう/島谷ひとみ
- ハイパーソニックソウル/Λucifer
- seed/Janne Da Arc
- 残暑/クラムボン
- SIGNAL/清貴
- 気持ちはつたわる/BoA
- come together/m.o.v.e
- まひるの月/こだまさおり
- Regret/Λucifer
- 青春のSUNRISE/EE JUMP

## エンディング
「天気予報」
正しくは水着で天気。番組初期の人気コーナーであり、水着ギャルが毎日登場し、天気予報を読むコーナー。途中から天気予報を読まず、画面表示だけで後はただ水着女性を見せるだけに変わった（この時期、比較的「事前収録」が多く、その場合は天気予報ができないことから、番組構成の整合性を取るという意味合いもあったとされている）。
のちにワンギャル1期生の釈由美子も、このコーナーにWG途中加入前に一度だけ出演している。
「ストリート写真館」
都内近郊の街角で撮影した女性の写真などを、スタッフロールにあわせて紹介していくもの。番組本編の時間が足りなくなって、VTRを消化できる時間が無くなった場合や、エンディングでのトークが盛り上がった場合は放送されないこともあった。なお、年初や夏などにストリート写真館大賞の選出が行われた。大賞受賞者はパルコのポスターになったり、グラビア撮影などが行われた。

## エンディングテーマ

### 第1期
- Gone with the rain/松田聖子
- Bark at the Night/天方直実
- earth song〜大地の詩〜/松澤由美
- RISK/2PLATOON

### 第2期
- 薔薇と緑/北野井子
- 君のために/SAKURA
- Progress/hitomi
- 世界/Ram Jam World
- 明日へ/広末涼子
- 「今日、ナニカノハズミデ生きている」/WANDS
- DEAR/天国のあなたへ/Phew Phew L!ve
- 時空旅行/LEGOLGEL[注釈 4]
- RAIN/鈴里真帆
- GOLDFINGER'99/郷ひろみ
- Still/FIELD OF VIEW
- 抱きしめたい/magoo swim

### 第3期
- Hot Glamour/嶋野百恵
- 中央特快/the autumn stone
- Christmas time/DEEN
- 愛の言葉/坂本サトル
- ライカ/HIKARI
- 淋しがりやの恋/國府田マリ子
- an Audio/篠原ともえ
- CREW/Roboshop Mania
- きかせて/the Indigo
- DAYS/ARCH

### 第4期
- 川/In the Soup
- 雪が降るまえに/Angelique
- ヒロイン!-その他大勢なんかじゃない-/ワンギャル
- マーガレット/hiro:n
- トモダチ/CHEE'S
- 花吹雪 BANG BANG BANG/ワンギャル
- TOKIO LV/スケボーキング
- can't say/未来-MIKU-
- 手のなるほうへ/広沢タダシ
- サマーバケーション〜ボクらは運命共同体＼(*^-^*)／〜/Kids Alive
- オレのショー/BARGAINS

### 第5期
- NAVY BLUE/愛内里菜
- いつまでも愛を包もう/松橋未樹
- 愛はきらめきの中に/ビージーズ
- Home Girl/THE★SCANTY
- プラネタリウム/Baby Boo
- GIRLFRIEND/TIGER
- I do/今井大介&唐沢美帆
- The Heat 〜musica fiesta〜/中森明菜
- 願いが叶う様に/drug store cowboy
- I believe/MYTHRIL
- Who's That Girl/DOUBLE
- OVER/東龍太郎

## 番組放送時間と系列局のネット状況
番組放送時間は23:55 - 翌0:50（TBSのみ1999年4月以降、23:50 - 23:55に番宣番組『もうすぐワンダフル』を放送）。なお、翌0:30で飛び降り とするネット局もあった（実際には翌0:29のCM入りまで）。そのため、番組後半のアニメなどの各種コーナーが見られない問題もあった（予め番組オープニングでの該当コーナーの予告の際には「一部の地域では放送されません」というお断りテロップは表示していた）。
『ワンダフル』以前の番組から一貫して、近畿広域圏対象の毎日放送（MBS）では同番組を一切放送しなかった。ただし、番組内で放送されたアニメは『アニメシャワー』枠（毎週日曜日未明に編成されている関西ローカルの深夜アニメ枠）で放送された作品もあるほか、ワンダフルガールズが第4期メンバーCD発売時のプロモーションで関西ローカル番組『今田・極楽のエンタ』にゲスト出演したことがあった。
静岡放送（SBS）は、1998年10月から自社制作ニュース番組『気になるニュース最終便』を放送するために一度番組のネットを打ち切った。その後、番組終了半年前の2002年4月に時差ネット（翌0:35 - 1:10）で再開した。
青森テレビ（ATV）では、1999年4月で翌0:30飛び降りとなったが、2001年4月にフルネットに戻った。
中国放送（RCC）では当初は同時フルネットだったが、1999年4月にローカルニュース番組の『ナイトプレス』を開始したため、一旦翌0:30飛び降りとなった。後に2001年9月で終了後にフルネットに復帰した。
同様に山陽放送（RSK、現：RSK山陽放送）も番組開始当初フルネットだったのが中期頃の一時期、編成の都合上翌0:30飛び降りとなった。末期には再びフルネットに戻った。
中部日本放送（CBC、現：CBCテレビ）も開始当初半年間はフルネットだったが、その後翌0:30飛び降りになり、後にフルネットに戻った。
山陰放送（BSS）とチューリップテレビ（TUT）は、同番組終了をもって『筑紫哲也NEWS23』（月 - 木曜日版）の直後枠のTBS製作の深夜番組の同時ネットを取りやめている。